# Casa del Presidio
La casa del presidio es un inmueble ubicado en la ciudad de Puebla, en México. Forma parte de los edificios más representativos de las distintas etapas históricas de la arquitectura virreinal, del México independiente y previo a la Revolución Mexicana que pertenecen al cuadro del Centro histórico de Puebla.

## Historia
La casona se ubica en Avenida Reforma 717, el primer nombre de la calle fue San Marcos 5 porque se construyó frente a la iglesia San Marcos; posteriormente la calle se llamó Hospicio porque se instaló cerca de la iglesia el Hospicio.
De 1702 a 1767 formó parte del colegio jesuita San Ignacio, para que los alumnos del seminario de San Jerónimo pudieran completar su formación humanística, abarcaba cuatro casas más y llegaba hasta la calle de Tecali. 
De 1825 a 1861 el edificio fue presidio o penitenciaría, de ahí su nombre, hasta que fue vendido por el Colegio del Estado con autorización del Superior Gobierno del Estado. A parir de ese momento la propiedad del inmueble ha sido de particulares.
En 1905 la casa fue remodelada por el arquitecto Carlos Bello.